# Гейнор, Митци
Митци Гейнор (англ. Mitzi Gaynor; 4 сентября 1931, Чикаго, Иллинойс — 17 октября 2024, Лос-Анджелес, Калифорния) — американская актриса, певица и танцовщица.

## Биография
Митци Гейнор родилась в Чикаго в 1931 году. Имя при рождении — Франческа Марлен де Цаньи фон Гербер (Francesca Marlene de Czanyi von Gerber). Отец был венгерского происхождения. Её родители мечтали, чтобы дочь стала балериной, и юная Франческа начала выступать ещё в детском возрасте в одном из танцевальных составов. Повзрослев, она устремилась к большим высотам и в конце 1940-х годов дебютировала на большом экране. Из всех её киноработ наиболее успешными стали мюзиклы «Позаботьтесь о моей малышке» (1951), «Мы не женаты!» (1952) и «Нет лучше бизнеса, чем шоу-бизнес» (1954), «Что бы ни случилось» (1956), «Джокер» (1957) и «Девушки» (1957), где она пела и танцевала в компании таких звёзд, как Мэрилин Монро, Джин Келли, Фрэнк Синатра, Этель Мерман и Дональд О’Коннор.
Наивысшая слава пришла к Гейнор в 1958 году с выходом на экраны киноверсии мюзикла «Юг Тихого океана», ставшего одним из самых коммерчески успешных мюзиклов всех времён. Несмотря на довольно жёсткие отзывы критиков, роль прапорщика Нелли Форбуш принесла актрисе номинацию на премию «Золотой глобус».
После успеха Гейнор ещё пару раз появилась на большом экране, в том числе в музыкальных картинах «Пакет с сюрпризом» (1960) и «За любовь или за деньги» (1963), и после выхода последнего прекратила свою карьеру в кино.
Ещё два десятилетия Митци Гейнор выступала как певица, в том числе с музыкальными номерами на церемониях «Оскар», а также в различных музыкальных телепередачах, которые в общей сложности принесли ей 16 номинаций на премию «Эмми». Помимо этого она выступала с концертными программами в Лас-Вегасе, а также в других ночных клубах на всей территории США вплоть до 1990-х годов.
В 2009 и 2010 годах Гейнор гастролировала по США с собственным турне, в котором рассказывала о своей жизни и карьере.
В 1954—2006 годах была замужем за Джеком Бином (англ. Jack Bean), который также являлся её менеджером. Муж умер от пневмонии в возрасте 84 лет. Детей у пары не было. Умерла естественной смертью 17 октября 2024 года в возрасте 93 лет.